# Marvin Çuni
Marvin Çuni (* 10. Juli 2001 in Freising, Bayern) ist ein albanisch-deutscher Fußballspieler.

## Karriere

### Vereine
Nach seinen Anfängen in der Jugend des SC Eintracht Freising wechselte er im Sommer 2012 in die Jugendabteilung des FC Bayern München. Für seinen Verein bestritt der Stürmer 21 Spiele in der B-, 22 Spiele in der A-Junioren-Bundesliga und acht Spiele in den Spielzeiten 2018/19 und 2019/20 in der UEFA Youth League, in denen ihm insgesamt zwölf Tore gelangen.
Nach dem Ende seiner Juniorenzeit wurde Çuni für die Saison 2020/21 in die viertklassige Regionalliga Südwest an die SG Sonnenhof Großaspach ausgeliehen. Dort konnte er mit 19 Toren in 34 Spielen überzeugen. Ab Anfang Mai 2021 konnte er jedoch aufgrund einer Knieverletzung nicht mehr eingesetzt werden.
Aufgrund des Aufbautrainings nach seiner Verletzung konnte der Deutsch-Albaner im Sommer 2021 nicht in die Vorbereitung der zweiten Mannschaft des FC Bayern einsteigen, die in die Regionalliga Bayern abgestiegen war. Somit verpasste er auch die ersten Regionalligaspiele. Anfang September 2021 verlängerte der 20-Jährige seinen Vertrag bis zum 30. Juni 2024 und wechselte bis zum Ende der Saison 2021/22 auf Leihbasis zum Zweitligisten SC Paderborn 07, bei dem er wieder in das Mannschaftstraining einstieg. Unter Lukas Kwasniok konnte sich Çuni jedoch nicht durchsetzen und kam lediglich 11-mal in der Liga zum Einsatz, wobei er einmal von Beginn an aufgeboten wurde und ansonsten Kurzeinsätze erhielt. Daher wurde er auch dreimal in der zweiten Mannschaft in der fünftklassigen Oberliga Westfalen eingesetzt, wobei ihm drei Tore gelangen.
Zur Saison 2022/23 kehrte Çuni nicht zum FC Bayern zurück, sondern wechselte für ein Jahr auf Leihbasis zum Drittligisten 1. FC Saarbrücken. Er kam in 32 von 38 Ligaspielen zum Einsatz, stand 17-mal in der Startelf und erzielte 9 Tore. Die Mannschaft beendete die Spielzeit auf dem 5. Platz und verpasste den direkten Aufstieg um einen Punkt.
Zur Saison 2023/24 wechselte der Stürmer in die italienische Serie A zu Frosinone Calcio. Er kam in 22 Einsätze auf einen Treffer. Nach dem Abstieg in die Serie B wechselte Çuni zu Beginn der Saison 2024/25 zu Rubin Kasan in die russische Premjer-Liga.

### Nationalmannschaft
Çuni bestritt für die U19-Nationalmannschaft des albanischen Fußballverbandes im Jahr 2019 sechs Länderspiele, in denen ihm zwei Tore gelangen. Sein Debüt als Nationalspieler gab er am 7. September in Belišće im torlosen Länderspiel gegen die U19-Nationalmannschaft Bosnien-Herzegowina. Sein erstes Länderspieltor erzielte er am 14. Oktober in Tirana beim 3:1-Sieg über die U19-Nationalmannschaft Polens mit dem Treffer zum Endstand in der 90. Minute. Sein A-Länderspieldebüt gab er am 17. Oktober 2023 in Tirana beim 2:0-Sieg im Freundschaftsspiel gegen die Nationalmannschaft Bulgariens mit Einwechslung für Jasir Asani in der 54. Minute.